# 小行星5879
小行星5879（英語：5879 Almeria）是一颗围绕太阳公转的小行星。1992年2月8日，K. Birkle、U. Hopp在海德堡发现了此天体。
这颗小行星的绝对星等为355.66186102等。